# Andrena varicornis
Andrena varicornis är en biart som beskrevs av Pérez 1895. Andrena varicornis ingår i släktet sandbin, och familjen grävbin. Inga underarter finns listade i Catalogue of Life.